# Mellangöl (Hallingebergs socken, Småland)
Mellangöl är en sjö i Västerviks kommun i Småland och ingår i Botorpsströmmens huvudavrinningsområde.